# ذخیره‌گاه زیست‌کره پروانه شهریار
ذخیره‌گاه زیست‌کره پروانه شهریار (به انگلیسی: Monarch Butterfly Biosphere Reserve) یک سایت میراث جهانی است که شامل عمدهٔ زیستگاه‌های زمستانی جمعیت شرقی پروانه شهریار در آمریکای شمالی است. این ذخیره‌گاه زیست‌کره در بوم‌سار کمربند آتشفشانی جنگل‌های کاج بلوط ترانس مکزیکن واقع شده‌است که در مرز میچوآکان و مکزیک در ۱۰۰ کیلومتری (۶۲ مایل) شمال غرب مکزیکو سیتی قرار دارد. سالانه میلیون‌ها پروانه به این ذخیره‌گاه می‌رسند. پروانه‌ها تنها در بخشی از این ذخیره‌گاه ۵۶٬۰۰۰ هکتاری از ماه اکتبر تا مارس ساکن می‌شوند. این ذخیره‌گاه زیست‌کره از انواع گونه‌های پروانه محافظت کرده و زیستگاه آنان محسوب می‌شود.
پروانه‌های شهریار با داشتن عرض بالی برابر ۱۰ سانتیمتر از قابلیت زیادی برای پرواز در مسیرهای طولانی برخوردارند از این رو تنها گونه از پروانه‌ها هستند که مانند بسیاری از پرنده‌ها مهاجرت شمال به جنوب دارند. این پروانه‌ها سالانه از آمریکای شمالی راهی مکزیک شده و دوباره بازمی‌گردند. بسیاری از این پروانه‌های زیبا با طی مسیری بیش از ۴۵۰۰ کیلومتری از کانادا و آمریکا به مکزیک کوچ می‌کنند، اما از آنجایی که طول عمر آن‌ها تنها دو ماه است، تکمیل این سفر طولانی به چهار نسل از این پروانه‌های زیبا نیاز خواهد داشت. میلیون‌ها پروانه شهریار، در فصل مهاجرت خود با پرواز دسته‌جمعی در آسمان و نشستن دسته‌جمعی بر روی شاخه‌های درختان کهنسال، مناظر دیدنی را خلق می‌کنند.
در بیشتر زمستان، پروانه‌های شهریار شرق آمریکای شمالی در این منطقه یافت می‌شوند. پژوهشگران غربی این منطقه را در سال ۱۹۷۵ کشف کردند. طبق فرمان ریاست جمهوری در دهه ۱۹۸۰ و سال ۲۰۰۰ این مناطق به‌عنوان ذخیره‌گاه فدرال تعیین شد. در سال ۱۹۸۰ این مناطق به عنوان ذخیره‌گاه زیست‌کره و در سال ۲۰۰۸ یکی از میراث جهانی یونسکو اعلام شد. درحالی که این ذخیره‌گاه عمدتاً روستایی باقی‌مانده‌است، مدیران نگران اثرات زیان‌بار برداشت غیرقانونی چوب و گردشگری هستند. تلاش برای حفاظت این ذخیره‌گاه گاهی با منافع مالکان خصوصی اراضی، کشاورزان محلی و مردم بومی در تضاد قرار می‌گیرد.

## تاریخچه
این منطقه در ۱۹۷۵ کشف شد. در سال ۱۹۸۶ حدود منطقه و مرزهای ذخیره‌گاه تعریف شد. در سال ۲۰۰۰ منطقه به نام ذخیره‌گاه زیست‌کره پروانه شهریار (به اسپانیایی: Reserva de la Biosfera Mariposa Monarca) نامگذاری شد. در سال ۲۰۰۸ یونسکو اعلام کرد که این ذخیره‌گاه زیست‌کره یکی از دارایی‌های میراث جهانی است. در حال حاضر این منطقه برای گردشگری، صنایع چوب، معدن و کشاورزی شهرت دارد. ذخیره‌گاه عمدتاً به صورت روستایی باقی‌مانده‌است که می‌توان از جمله به جوامع اوتومی و مازاهو اشاره کرد.

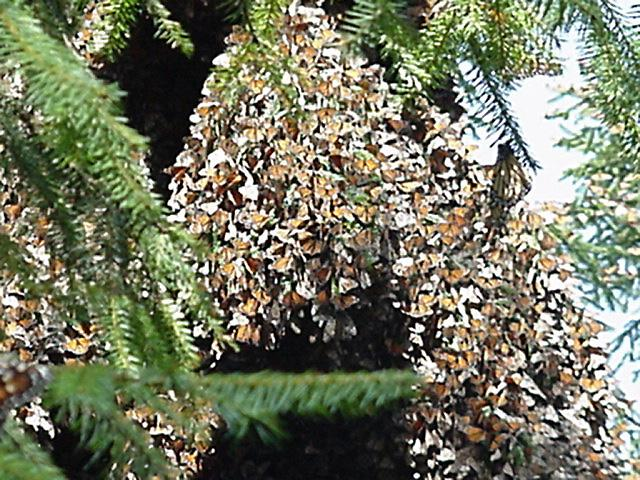
خوشه‌ای از پروانه‌های شهریار بر اندام درخت در نزدیکی انگنگوئو

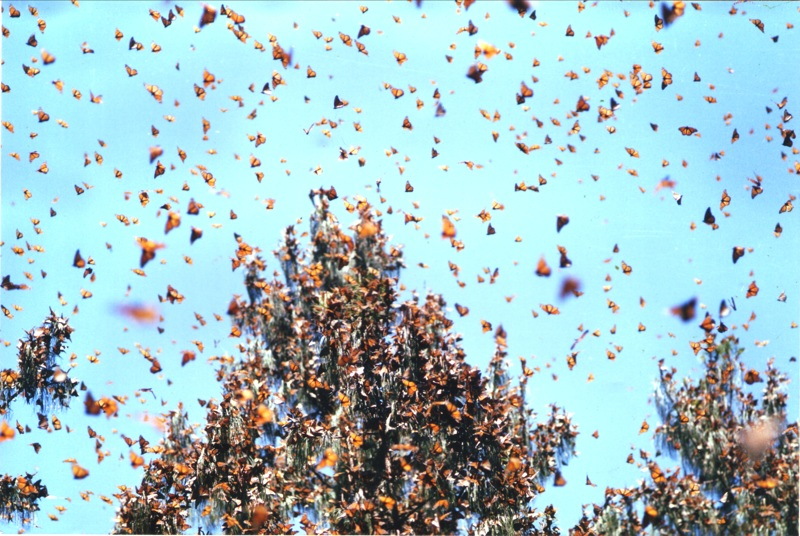
پروانه‌های شهریار در حال پرواز

## مهاجرت پروانه‌های شهریار
میلیون‌ها پروانه سفر رو به جنوب و مکزیک خود را از تگزاس آغاز کرده و سپس به کوه‌های سیرا مادره خاوری می‌رسند. پروانه‌ها به صورت خوشه‌ای بر روی درختان کاج و اویمل تجمع می‌کنند. به سبب انبوه پروانه‌های سیاه و نارنجی، بسیاری از درختان نارنجی به نظر می‌رسند و گاهی شاخه‌های آن‌ها از وزن پروانه‌ها خم می‌شود. با آمدن بهار، این پروانه‌ها سراسر آمریکا را طی می‌کنند و گاهی مهاجرت آن‌ها در شرق کانادا پایان می‌یابد. در طی این سفر طولانی چهار نسل از پروانه‌های شهریار متولد شده و می‌میرند. الگوهای مهاجرت پروانه‌های شهریار باتوجه به تغییرات آب و هوا تغییر می‌کند. در طول مهاجرت هنگامی که آن‌ها به‌دنبال دمای خنک‌تر هستند به شمال پرواز می‌کنند. جمعیت متراکم ایشان در حفظ گرما مؤثر است. پروانه‌ها اگر به سبب خورشید احساس گرما کنند به پرواز درمی‌آیند. صدای به‌هم خوردن بال انبوه پروانه‌ها با صدای ترنم باران مقایسه شده‌است.
زمانی که پروانه‌ها به مقصد می‌رسند، در کنار یکدیگر و به شکلی متراکم بر روی درختان می‌نشینند تا حرارت را حفظ کرده و بالهای خود را باز می‌کنند تا نور آفتاب را جذب کنند. پرواز و تجمع این پروانه‌ها بر روی درختان و زمین منظره‌ای جالب را به وجود می‌آورد به شکلی که انگار کولاکی نارنجی رنگ در حال وقوع است.

## حفاظت

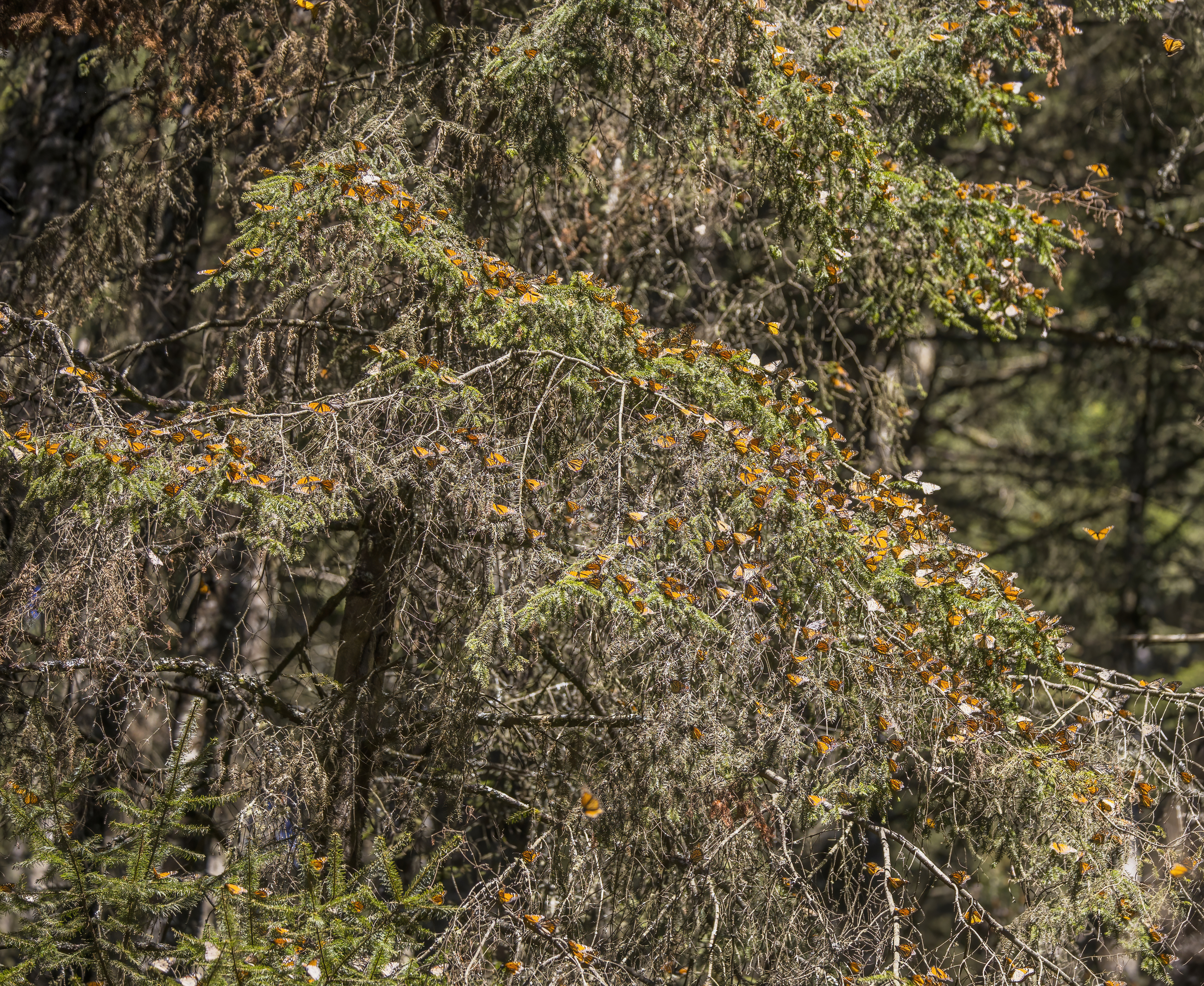
پروانه های پادشاه (Danaus plexippus plexippus) در صنوبر Oyamel (Abies divino) Piedra Herrada، Valle de Bravo، مکزیک

در طول دو دهه گذشته جمعیت پروانه‌های شهریار در آمریکای شمالی حدود ۹۰ درصد کاهش پیدا کرده‌است. به گفته کارشناسان تعداد پروانه‌هایی که به این کوچ دسته جمعی ره می‌سپارند از یک میلیارد در سال ۱۹۹۶ به حدود ۳۵ میلیون نمونه در سال ۲۰۱۴ کاهش یافته‌است. این کاهش شدید باعث شده تا دولت آمریکا قراردادن این پروانه در فهرست گونه‌های در معرض خطر انقراض را در دستور کار قرار دهد. این کاهش فاجعه بار احتمالاً در نتیجه استفاده از آفت کش‌ها و از بین رفتن اراضی است که در آن‌ها گیاه استبرق یافت می‌شد. در طول دو دهه گذشته این پروانه‌ها در حدود ۶۷۰ هزار کیلومتر مربع از زیستگاه‌های خود را از دست داده‌اند. تغییرات اقلیمی، خشکسالی، گسترش شهرها و قطع درختان از جمله دیگر تهدیداتی هستند که این پروانه‌ها را در مسیر کوچ از آمریکای شمالی به مکزیک در معرض خطر قرار داده‌است. پروانه شهریار فقط به خاطر زیبایی که دارد مهم تلقی نمی‌شود بلکه نقش بسیار مهمی در اکولوژی دارد و در فرایند گرده افشانی گل‌ها و درختان میوه بسیار مهم است و غذایی برای پرندگان، پستانداران و حشرات دیگر محسوب می‌شوند.
دولت‌ها، سازمان‌های حفاظت از محیط زیست و شهروندان با یکدیگر همکاری می‌کنند تا به جمعیت پروانه‌های شهریار در این سفر کمک کنند. طرح آن‌ها برای انجام این کار، افزایش دسترسی به گیاه استبرق در صدها مکان در مسیر پرواز پروانه‌ها است. استبرق بومی، تنها چیزی است که کرم ابریشم شهریار می‌خورد، و این گیاه برای تولید مثل پروانه‌ها حیاتی است؛ ولی کشاورزان این علف هرزه را به‌طور کارآمدی از محصولاتشان دور نگه می‌دارند، و در نتیجه به گیاهی کمیاب تبدیل شده‌است.
ایالات متحده زیستگاه پروانه‌های شهریار را در بیش از ۸۱ هزار هکتار زمین دولتی ترمیم و تقویت کرده و از طرح‌هایی به منظور ایجاد زیستگاه برای پروانه‌ها و سایر حشرات حامل گرده، در حیاط بیش از ۷۵۰ مدرسه در سراسر کشور پشتیبانی می‌کند. طرح اقدام مشترک شهریار، ائتلافی که به ترمیم جمعیت پروانه‌های شهریار و محافظت از این‌گونه اختصاص دارد، یکی از شرکای دولت آمریکا در بخش خصوصی است.
نجات پروانه‌های شهریار طرفدارهای بیشتری در مکزیک دارد. به منظور محافظت از زیستگاه زمستانی این‌گونه، دولت مکزیک در ۱۹۹۶ پناهگاه پروانه شهریار را تشکیل داد. دولت مکزیک و گروه‌های خصوصی حفاظت از محیط زیست جهت مدیریت بهتر منابع طبیعی و پایدار نگه داشتن جمعیت این حشره با جوامع محلی همکاری می‌کنند.

## گردشگری
میلیون‌ها پروانه شهریار، در فصل مهاجرت خود با پرواز دسته جمعی در آسمان و نشستن دسته جمعی بر روی شاخه‌های درختان کهنسال، مناظر دیدنی را خلق می‌کنند. این پروانه‌ها در مسیر حرکت خود از جنگل سیراچینکو در مکزیک عبور کرده و جاذبه‌های زیادی را برای دیدن به وجود می‌آورند. پنج کولونی تا از هشت کولونی پروانه‌ها در میچوآکان واقع شده که تنها دو تای آن‌ها به روی عموم باز است که هر دو از نوامبر تا مارس بازدیدکننده دارند و تورهایی را ارائه می‌دهند. در ایالت مکزیک، لا مسا و ال کاپولین به روی عموم باز است. همه ساله هزاران نفر از مکزیک و گردشگران بین‌المللی عمدتاً از ایالات متحده، کانادا، اسپانیا، فرانسه، آلمان و ژاپن از ذخیره‌گاه بازدید می‌کنند. بهترین و شناخته شده و بیشترین بازدید از پروانه کولونی ال روساریو است.